# Eline Timmerman
Eline Timmerman, född 30 december 1998, är en nederländsk volleybollspelare (passare). Hon spelar (2024) för Galatasaray SK och seniorlandslaget. Tidigare har hon spelat för Allianz MTV Stuttgart, Ladies in Black Aachen, Team Eurosped, VV Alterno och Talent Team Papendal Arnhem.